# Acido bromico
L'acido bromico è un acido del bromo, il quale è in stato di ossidazione +5.
I suoi sali sono chiamati bromati.
Non ha applicazioni industriali rilevanti, perché, come per i clorati, i suoi sali non sono prodotti da questo acido.
È l'agente chiave della reazione di Belousov-Zhabotinsky.
Contiene circa il 62% di bromo, l'1% di idrogeno e il 37% di ossigeno.